# Asociación Nacional de Mujeres Españolas (ANME)
La Asociación Nacional de Mujeres Españolas (ANME) va ser una associació sufragista i en pro dels drets de la dona a Espanya. Inspirada en les entitats sufragistes britàniques, pretenia ser apartidista i laica, i va estar activa durant el primer terç del segle xx, des de 1918 fins a 1936.

## Història
Creada per un grup de dones el 20 d'octubre del 1918, al despatx de qui en seria la primera presidenta, María Espinosa de los Monteros, la Asociación Nacional de Mujeres Españolas no va ser la primera associació ni l'última sorgida a Espanya per a l'assoliment dels drets civils i polítics de les dones, però sí que és la que tingué una trajectòria més llarga. Va mantenir la seva activitat de manera ininterrompuda fins al 1936, sent així l'associació formada en el període d'entreguerres de més estabilitat i abast d'entre les moltes que es van posar en marxa en aquells anys.
Ja des de novembre de 1917 Consuelo González Ramos promovia des de la revista La Voz de la Mujer el projecte d'una «Asociación Nacional de Mujeres Españolas», amb l'objectiu d'impulsar l'educació de les dones, el treball digne i les reivindicacions igualitàries. Ella mateixa i María Espinosa de los Monteros es troben en el grup de dones que la fundaren a Madrid al 1918 per a defensar els drets de les dones, específicament el dret al vot. Elisa Soriano Fisher, que és considerada també cofundadora de l'associació, o Clara Campoamor i Victòria Kent treballaren en l'associació.
En el seu programa destacaven les reivindicacions i propostes educatives, la reforma del Codi civil, la supressió de la prostitució legalitzada, el dret de la dona a la igualtat salarial, a ingressar a les professions liberals o a exercir càrrecs oficials, entre altres exigències.
Encara que la seva activitat se centrava a Madrid, captava sòcies de qualsevol punt d'Espanya. El 1919 va contribuir a la formació del Consell Suprem Feminista d'Espanya, conjuminant així l'acció del seu grup amb la d'uns altres ja constituïts a Barcelona, Sociedad Progresiva Femenina, encapçalada per Ángeles López de Ayala, i La Mujer del Porvenir, i a València, la Societat Concepción Arenal i Lliga per al Progrés de la Dona.
En els seus anys inicials, tant la ANME com el Consell van ser liderats per María Espinosa de los Monteros fins a l'octubre de 1920, sent rellevada per la fins llavors secretària Dolores Velasco de Alamán. En aquesta data es van separar la direcció de l'ANME i el Consell Suprem Feminista d'Espanya, perquè aquest va quedar sota la presidència d'Isabel Oyarzábal Smith, vocal de l'ANME. En el seu si va néixer el 1919 la Juventud Universitaria Femenina (JUF), després anomenada Asociación Española de Mujeres Universitarias, impulsada per Maria Espinosa i Concepción Aleixandre, i desenvolupat per Elisa Soriano Fischer. A partir de 1924 va ser presidida per la mestra  Benita Asas Manterola, fins al 1932, any en què va ser substituïda per la també mestra Julia Peguero Sanz fins al 1936.
No va comptar mai amb el suport de partits polítics ni de jerarquies eclesiàstiques, i es va mantenir amb les aportacions mensuals de les seves associades. No va tenir mai local propi, i les reunions se celebraven a les cases de les seves dirigents. Durant un temps breu va mantenir local social, compartit amb la JUF, a la carrera de Sant Jerónimo.
Durant la Segona República Espanyola, l'ANME va defensar el dret de vot de les dones presentant a les Corts un Memoràndum davant la Comissió constitucional.
La font principal per a conèixer el desenvolupament de l'ANME és la revista Mundo Femenino, que es va publicar entre 1921 i 1936. Hi van escriure dones com Clara Campoamor, Maria Francesca Clar Margarit, María Valero de Mazas, Carmen Baroja, Zenòbia Camprubí, Matilde Huici...

### Partit polític: Acción Política Feminista Independiente (1934)
L'ANME va mostrar a partir de 1934 el desig que el moviment feminista s'articulés com a partit polític i així va fundar Acción Política Feminista Independiente, que intentaria infructuosament integrar-se en el Front Popular el 1936. Va considerar llavors la possibilitat de presentar una candidatura pròpia, encara que finalment la idea  es va rebutjar per a no restar vots a l'esquerra.
L'ANME es va dissoldre durant la Guerra Civil.